# 陳孝平 (台灣)
陳孝平（Michael S. Chen），台灣學者，美國萊斯大學經濟學博士畢業，曾經是國立中正大學社會福利學系教授，退休後擔任亞洲大學健康產業管理學系兼任特聘教授。

## 經歷
- 美國哈佛大學公共衛生學院研究員[2]
- 國家衛生研究院論壇全民健康保險委員會委員[2]
- 國家衛生研究院論壇長期照護委員會委員[2]
- 行政院主計處統計局研究委員[2]

## 政治參與及事件
他關注長者長照議題，有時會就議題公開發言。他又曾經發表文章，對社區貨幣與加密貨幣表示歡迎。在2024年中華民國立法委員選舉，他支持時代力量。

### 絕食抗議事件
2005年11月，國立中正大學落選邁向頂尖大學計畫，教務長率領師生北上前往教育部抗議，到12月時，當時的主任秘書陳孝平至教育部前絕食抗議。陳指，當時中正大學所有指標都在全國十名之內，但五年五百億審議結果，卻是在12所入選名單之外，審議過程令人質疑。 

## 個人感情生活
他在2007年和曾經是他中正大學學生的李佳綺訂婚結婚，由於兩者年紀相差超過20年，所以一度成為媒體話題。